# Canton de Mézidon Vallée d'Auge
Le canton de Mézidon Vallée d'Auge, précédemment appelé canton de Mézidon-Canon, est une circonscription électorale française située dans l'arrondissement de Lisieux, le département du Calvados et la région Normandie. À la suite du redécoupage cantonal de 2014, les limites territoriales du canton sont remaniées. Le nombre de communes du canton passe de 19 à 55.

## Histoire
L'arrêté du 6 brumaire an X (28 octobre 1801) crée le canton de Mézidon, section de l'arrondissement de Lisieux. Il est alors constitué de trente-trois communes
Plusieurs petites communes disparaissent dans le deuxième quart du XIXe siècle. En 1815, Cerqueux est réunie à Saint-Crespin. En 1831, Mirbel est rattaché à Quétiéville et Soquence à Écajeul. En 1836, Sainte-Marie-aux-Anglais absorbe Doux Marais et Saint-Maclou. Querville est rattaché en 1840 à Biéville. Le Breuil est incorporé en 1848 à Mézidon.
Parallèlement, la commune de Canteloup est détachée en 1829 du canton de Mézidon pour être incorporée au canton de Troarn.
En 1972, un nouveau mouvement de fusion des communes vient modifier la carte cantonale. Saint-Crespin, Sainte-Marie-aux-Anglais et Écajeul sont absorbés par Le Mesnil-Mauger. Mézidon et Canon fusionne pour former Mézidon-Canon ; le canton de Mézidon devient alors le canton de Mézidon-Canon. En 1972, les communes de Saint-Aubin-sur-Algot et Saint-Pair-du-Mont sont incorporées à celle de Cambremer, chef-lieu du canton de Cambremer. Enfin l'année suivante, Biéville et Quétiéville sont réunies au sein de la commune de Biéville-Quétiéville.
De 1833 à 1848, les cantons de Mézidon et de Saint-Pierre-sur-Dives avaient le même conseiller général. Le nombre de conseillers généraux était limité à 30 par département.
Un nouveau découpage territorial du Calvados entre en vigueur en mars 2015, défini par le décret du 17 février 2014, en application des lois du 17 mai 2013 (loi organique 2013-402 et loi 2013-403). Les conseillers départementaux sont, à compter de ces élections, élus au scrutin majoritaire binominal mixte. Les électeurs de chaque canton élisent au Conseil départemental, nouvelle appellation du Conseil général, deux membres de sexe différent, qui se présentent en binôme de candidats. Les conseillers départementaux sont élus pour 6 ans au scrutin binominal majoritaire à deux tours, l'accès au second tour nécessitant 12,5 % des inscrits au 1er tour. En outre la totalité des conseillers départementaux est renouvelée. Ce nouveau mode de scrutin nécessite un redécoupage des cantons dont le nombre est divisé par deux avec arrondi à l'unité impaire supérieure si ce nombre n'est pas entier impair, assorti de conditions de seuils minimaux. Dans le Calvados, le nombre de cantons passe ainsi de 49 à 25. Le nombre de communes passe de 19 à 55.
Le canton prend sa dénomination actuelle par décret du 24 février 2021.

## Géographie
Ce canton est organisé autour de Mézidon-Canon dans les arrondissements de Lisieux et de Caen. Son altitude varie de 2 m (Hotot-en-Auge) à 182 m (Saint-Germain-de-Livet).

## Représentation

### Conseillers d'arrondissement (de 1833 à 1940)
| Période                                  | Période           | Identité                                         | Étiquette          | Qualité |
| ---------------------------------------- | ----------------- | ------------------------------------------------ | ------------------ | --- |
| 1833                                     | 1836              | Antoine François Lafontaine Grandcourt ainé      |                    | Maire de Querville                                                                                          |
| 1836                                     | 1848              | Eléonor Lemaître-Desjardins-Montbrun (1780-1852) |                    | Propriétaire à Quétiéville                                                                                  |
| 1848                                     | 1852              | Pierre-Jérôme Larivière-Lecherpin                |                    | Propriétaire à Écajeul                                                                                      |
| 1852                                     | 1867              | Charles Pierre Paul Coulibœuf                    |                    | Notaire, maire de Mézidon                                                                                   |
| 1867                                     | 1871              | M. Delise                                        |                    | Avocat à Lisieux                                                                                            |
| 1871                                     | 1881 (annulation) | M. Petit                                         |                    | Président du tribunal de commerce de Lisieux                                                                |
| 1881                                     | 1892              | Eugène Louis Constant Dupont                     | Républicain        | Pharmacien, maire de Mézidon                                                                                |
| 1892                                     | 1907              | Pierre-Auguste Brunet (1837-1910)                |                    | Vétérinaire délégué, chef du service sanitaire du département, maire de Mézidon                             |
| 1907                                     | 1919              | Gaston Roussel (1877-1922)                       | Républicain        | Propriétaire agriculteur, maire de Quétiéville                                                              |
| 1919                                     | 1925              | Pierre Trébucien                                 | URD                | Ingénieur agronome, maire de Magny-le-Freule                                                                |
| 1925                                     | 1931              | Alphonse Lebret                                  | Union républicaine | Maire de Saint-Loup-de-Fribois                                                                              |
| 1931                                     | 1940              | Georges Géhanne                                  | URD                | Boucher, maire de Saint-Julien-le-Faucon                                                                    |
| 1940                                     |                   |                                                  |                    | Les conseils d'arrondissement ont été suspendus par la loi du 12 octobre 1940 et n'ont jamais été réactivés |
| Les données manquantes sont à compléter. |                   |                                                  |                    | |

### Conseillers généraux de 1833 à 2015
| Période | Période          | Identité                                              | Étiquette                | Qualité |
| ------- | ---------------- | ----------------------------------------------------- | ------------------------ | --- |
| 1833    | 1835 (décès)     | Antoine François Isidore La Fontaine Grandcourt jeune |                          | Propriétaire à Querville                                                                                          |
| 1835    | 1840             | Gabriel Édouard Legrand (1791-1850)                   |                          | Médecin, maire de Saint-Pierre-sur-Dives                                                                          |
| 1840    | 1848             | François Guizot                                       | Majorité gouvernementale | Ministre des Affaires étrangères, député (1830-1848), propriétaire du château de Val-Richer à Saint-Ouen-le-Pin   |
| 1848    | 1857 (décès)     | Jean-Baptiste Jonquoy                                 |                          | Propriétaire et notaire à Paris                                                                                   |
| 1857    | 1882 (décès)     | François Abel Champin                                 | Droite                   | Premier président de la cour d'appel de Caen                                                                      |
| 1882    | 1892             | Charles Houyvet                                       | Républicain              | Magistrat, député (1876-1877)                                                                                     |
| 1892    | 1896 (décès)     | Eugène Louis Constant Dupont                          | Républicain              | Propriétaire, ancien pharmacien, ancien maire de Mézidon, conseiller d'arrondissement                             |
| 1896    | 1904 (décès)     | Charles Houyvet                                       | Républicain              | Ancien magistrat, ancien député (1876-1877)                                                                       |
| 1904    | 1925 (décès)     | Ernest Manchon (1868-1925)                            | Républicain              | Maire puis conseiller municipal de Mézidon                                                                        |
| 1925,   | 1940             | Pierre Trébucien                                      | URD                      | Ingénieur agronome, maire de Magny-le-Freule, conseiller d'arrondissement, nommé conseiller départemental en 1943 |
|         |                  |                                                       |                          | |
| 1945    | 1951             | Pierre Trébucien                                      | RG                       | Ingénieur agronome, propriétaire à Magny-le-Freule                                                                |
| 1951    | 1970             | Gontran de Guerpel (1902-1990)                        | DVD                      | Ingénieur agronome, Caen                                                                                          |
| 1970    | 1988             | Henry Delisle                                         | CIR puis PS              | Professeur, député (1981-1986), maire de Mézidon-Canon (1971-1983)                                                |
| 1988    | 2001             | Jean Manchon (1922-2020)                              | RPR                      | Pharmacien, maire de Crèvecœur-en-Auge (1959-2001)                                                                |
| 2001    | 2014 (démission) | François Aubey                                        | PRG puis PS              | Fonctionnaire territorial, maire de Mézidon-Canon (1995-2020), sénateur (2014-2015)                               |
| 2014    | 2015             | Régine Michel                                         | PS                       | Secrétaire, maire de Méry-Corbon (2001-2014)                                                                      |

Le canton participe à l'élection du député de la troisième circonscription du Calvados.

### Conseillers départementaux à partir de 2015
| Période élective | Période élective | Mandat | Mandat   | Identité            | Nuance | Nuance | Qualité |
| ---------------- | ---------------- | ------ | -------- | ------------------- | ------ | ------ | --- |
| 2015             | 2021             | 2015   | 2021     | Xavier Charles      |        | UDI    | Agriculteur, maire de Montreuil-en-Auge, ancien conseiller général du canton de Cambremer, président de la communauté de communes |
| 2015             | 2021             | 2015   | 2021     | Virginie Le Dressay |        | DVD    | Avocate, première adjointe au maire de Saint-Julien-le-Faucon jusqu'en 2017                                                       |
| 2021             | 2028             | 2021   | en cours | Xavier Charles      |        | DVD    | Agriculteur, maire de Montreuil-en-Auge, assistant de la députée LR Nathalie Porte, 4e vice-président du conseil départemental    |
| 2021             | 2028             | 2021   | en cours | Alexandra Marivingt |        | DVD    | Infirmière au service HAD (hospitalisation à domicile) de l’hôpital de Lisieux, conseillère municipale de Mézidon Vallée d'Auge   |

### Résultats détaillés

#### Élections de mars 2015
À l'issue du premier tour des élections départementales de 2015, deux binômes sont en ballottage : Xavier Charles et Virginie Le Dressay (DVD, 33,86 %) et Émile Derenemesnil et Gina Taillepied (FN, 26,15 %). Le taux de participation est de 52,81 % (9 776 votants sur 18 513 inscrits) contre 51,43 % au niveau départemental et 50,17 % au niveau national.
Au second tour, Xavier Charles et Virginie Le Dressay (DVD) sont élus avec 66,09 % des suffrages exprimés et un taux de participation de 52,17 % (5 658 voix pour 9 658 votants et 18 513 inscrits).

#### Élections de juin 2021
Le second tour des élections est marqué une nouvelle fois par une abstention massive équivalente au premier tour. Les taux de participation sont de 34,3 % au niveau national, 34,65 % dans le département et 39,51 % dans le canton de Mézidon Vallée d'Auge. Xavier Charles et Alexandra Marivingt (DVD) sont élus avec 52,1 % des suffrages exprimés (3 640 voix pour 7 403 votants et 18 738 inscrits),,. 
Le premier tour des élections départementales de 2021 est marqué par un très faible taux de participation (33,26 % au niveau national). Dans le canton de Mézidon Vallée d'Auge, ce taux de participation est de 37,04 % (6 951 votants sur 18 767 inscrits) contre 34,31 % au niveau départemental. À l'issue de ce premier tour, deux binômes sont en ballottage : François Aubey et Sylvie Feremans (DVC, 37,03 %) et Xavier Charles et Alexandra Marivingt (DVD, 35,65 %).
Le second tour des élections est marqué une nouvelle fois par une abstention massive équivalente au premier tour. Les taux de participation sont de 34,3 % au niveau national, 34,65 % dans le département et 39,51 % dans le canton de Mézidon Vallée d'Auge. Xavier Charles et Alexandra Marivingt (DVD) sont élus avec 52,1 % des suffrages exprimés (3 640 voix pour 7 403 votants et 18 738 inscrits),,.

## Composition

### Composition avant 2015

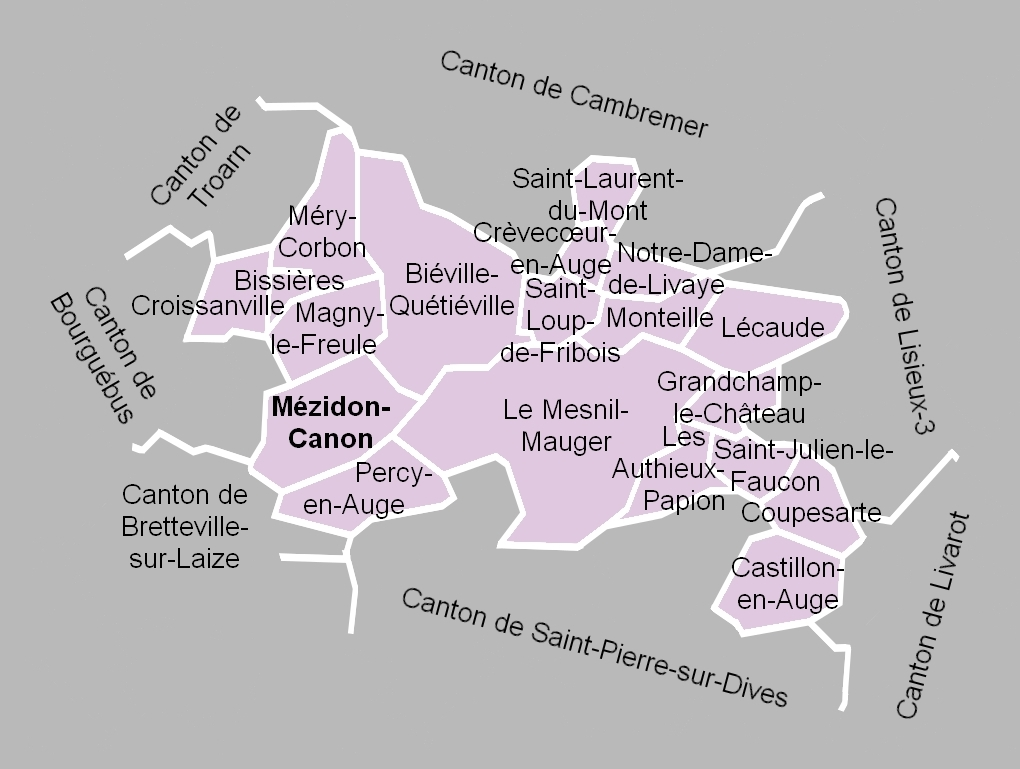
La carte des communes du canton. Les cantons limitrophes étaient ceux de Troarn, de Cambremer, de Lisieux-3, de Livarot, de Saint-Pierre-sur-Dives, de Bretteville-sur-Laize et de Bourguébus.

Situation du canton dans l'arrondissement de Lisieux.

Le canton de Mézidon-Canon comptait dix-neuf communes.
| Nom                       | Code Insee | Codepostal | Superficie (km2) | Population (dernière pop. légale) | Densité (hab./km2) |
| ------------------------- | ---------- | ---------- | ---------------- | --------------------------------- | ------------------ |
| Mézidon-Canon (chef-lieu) | 14431      | 14270      | 10,92            | 4 944 (2010)                      | 453                |
| Les Authieux-Papion       | 14031      | 14140      | 4,28             | 58 (2009)                         | 14                 |
| Biéville-Quétiéville      | 14527      | 14270      | 20,10            | 321 (2009)                        | 16                 |
| Bissières                 | 14075      | 14370      | 1,55             | 180 (2011)                        | 116                |
| Castillon-en-Auge         | 14141      | 14140      | 7,23             | 166 (2012)                        | 23                 |
| Coupesarte                | 14189      | 14140      | 4,47             | 39 (2009)                         | 8,7                |
| Crèvecœur-en-Auge         | 14201      | 14340      | 2,15             | 513 (2009)                        | 239                |
| Croissanville             | 14208      | 14370      | 4,41             | 442 (2010)                        | 100                |
| Grandchamp-le-Château     | 14313      | 14140      | 3,45             | 65 (2009)                         | 19                 |
| Lécaude                   | 14359      | 14140      | 8,14             | 151 (2010)                        | 19                 |
| Magny-le-Freule           | 14387      | 14270      | 6,38             | 301 (2009)                        | 47                 |
| Méry-Corbon               | 14410      | 14370      | 7,57             | 1 016 (2012)                      | 134                |
| Le Mesnil-Mauger          | 14422      | 14270      | 31,24            | 1 060 (2009)                      | 34                 |
| Monteille                 | 14444      | 14270      | 4,53             | 165 (2010)                        | 36                 |
| Notre-Dame-de-Livaye      | 14473      | 14340      | 2,67             | 128 (2012)                        | 48                 |
| Percy-en-Auge             | 14493      | 14270      | 7,04             | 249 (2010)                        | 35                 |
| Saint-Julien-le-Faucon    | 14600      | 14140      | 3,22             | 719 (2010)                        | 223                |
| Saint-Laurent-du-Mont     | 14604      | 14340      | 3,48             | 197 (2012)                        | 57                 |
| Saint-Loup-de-Fribois     | 14608      | 14340      | 3,47             | 186 (2009)                        | 54                 |

À la suite du redécoupage des cantons pour 2015, toutes les communes sont rattachées au nouveau canton de Mézidon-Canon auquel s'ajoutent les dix-huit communes du canton de Cambremer, une du canton de Blangy-le-Château, trois du canton de Bretteville-sur-Laize, douze du canton de Lisieux-3, une du canton d'Orbec et une du canton de Pont-l'Évêque.

#### Anciennes communes
Les anciennes communes suivantes étaient incluses dans le territoire du canton de Mézidon-Canon antérieur à 2015 (voir également l'historique du territoire cantonal) :
- Plainville, absorbée entre 1795 et 1800 par Percy (Percy-en-Auge en 1958).
- Cerqueux-en-Auge, absorbée en 1815 par Saint-Crespin.
- Mirbel, absorbée en 1831 par Quétiéville.
- Soquence, absorbée en 1831 par Écajeul.
- Doux Marais et Saint-Maclou, absorbées en 1836 par Sainte-Marie-aux-Anglais.
- Querville, absorbée en 1840 par Biéville-en-Auge.
- Le Breuil, absorbée en 1848 par Mézidon.
- Biéville-en-Auge, absorbée en 1973 par Quétiéville. La commune prend alors le nom de Biéville-Quétiéville.

Le canton comprenait également quatre communes associées :
- Sainte-Marie-aux-Anglais, Écajeul et Saint-Crespin, associées au Mesnil-Mauger depuis le 1er janvier 1972.
- Canon, associée à Mézidon depuis le 1er septembre 1972. La commune résultant de l'association prend le nom de Mézidon-Canon.

### Composition après 2015
Le nouveau canton de Mézidon-Canon comprenait cinquante-cinq communes entières à sa création.
À la suite de la fusion, au 1er janvier 2017, de Authieux-Papion, de Coupesarte, de Crèvecœur-en-Auge, de Croissanville, de Grandchamp-le-Château, de Lécaude, de Magny-la-Campagne, de Magny-le-Freule, de Mesnil-Mauger, de Mézidon-Canon, de Monteille, de Percy-en-Auge, de Saint-Julien-le-Faucon et de Vieux-Fumé pour former la commune de Mézidon Vallée d'Auge, de Biéville-Quétiéville et de Saint-Loup-de-Fribois  pour former la commune de Belle Vie en Auge, de Bissières et de Méry-Corbon  pour former la commune de Méry-Bissières-en-Auge, le nombre de communes descend à 38.
À la suite de la fusion, au 1er janvier 2019, de Cambremer et de Saint-Laurent-du-Mont pour former la commune de Cambremer, le nombre de communes descend à 39.
| Nom                                           | Code Insee | Intercommunalité                 | Superficie (km2) | Population (dernière pop. légale) | Densité (hab./km2) | Modifier                                    |
| --------------------------------------------- | ---------- | -------------------------------- | ---------------- | --------------------------------- | ------------------ | ------------------------------------------- |
| Mézidon Vallée d'Auge (bureau centralisateur) | 14431      | CA Lisieux Normandie             | 103,18           | 9 678 (2022)                      | 94                 | modifier les données · modifier les données |
| Auvillars                                     | 14033      | CC Terre d'Auge                  | 11,62            | 224 (2022)                        | 19                 | modifier les données · modifier les données |
| Beaufour-Druval                               | 14231      | CC Normandie-Cabourg-Pays d'Auge | 11,34            | 444 (2022)                        | 39                 | modifier les données · modifier les données |
| Belle Vie en Auge                             | 14527      | CA Lisieux Normandie             | 23,57            | 545 (2022)                        | 23                 | modifier les données · modifier les données |
| Beuvron-en-Auge                               | 14070      | CC Normandie-Cabourg-Pays d'Auge | 9,68             | 201 (2022)                        | 21                 | modifier les données · modifier les données |
| La Boissière                                  | 14082      | CA Lisieux Normandie             | 2,02             | 188 (2022)                        | 93                 | modifier les données · modifier les données |
| Bonnebosq                                     | 14083      | CC Terre d'Auge                  | 12,17            | 659 (2022)                        | 54                 | modifier les données · modifier les données |
| Cambremer                                     | 14126      | CA Lisieux Normandie             | 27,05            | 1 307 (2022)                      | 48                 | modifier les données · modifier les données |
| Castillon-en-Auge                             | 14141      | CA Lisieux Normandie             | 7,23             | 164 (2022)                        | 23                 | modifier les données · modifier les données |
| Condé-sur-Ifs                                 | 14173      | CC Val ès dunes                  | 11,34            | 447 (2022)                        | 39                 | modifier les données · modifier les données |
| Drubec                                        | 14230      | CC Terre d'Auge                  | 3,14             | 111 (2022)                        | 35                 | modifier les données · modifier les données |
| Formentin                                     | 14280      | CC Terre d'Auge                  | 5,93             | 268 (2022)                        | 45                 | modifier les données · modifier les données |
| Le Fournet                                    | 14285      | CC Terre d'Auge                  | 2,99             | 76 (2022)                         | 25                 | modifier les données · modifier les données |
| Hotot-en-Auge                                 | 14335      | CC Normandie-Cabourg-Pays d'Auge | 24,05            | 291 (2022)                        | 12                 | modifier les données · modifier les données |
| La Houblonnière                               | 14337      | CA Lisieux Normandie             | 7,10             | 325 (2022)                        | 46                 | modifier les données · modifier les données |
| Léaupartie                                    | 14358      | CC Terre d'Auge                  | 3,20             | 87 (2022)                         | 27                 | modifier les données · modifier les données |
| Lessard-et-le-Chêne                           | 14362      | CA Lisieux Normandie             | 10,09            | 155 (2022)                        | 15                 | modifier les données · modifier les données |
| Manerbe                                       | 14398      | CC Terre d'Auge                  | 18,27            | 545 (2022)                        | 30                 | modifier les données · modifier les données |
| Méry-Bissières-en-Auge                        | 14410      | CA Lisieux Normandie             | 9,12             | 1 082 (2022)                      | 119                | modifier les données · modifier les données |
| Le Mesnil-Eudes                               | 14419      | CA Lisieux Normandie             | 8,42             | 250 (2022)                        | 30                 | modifier les données · modifier les données |
| Le Mesnil-Simon                               | 14425      | CA Lisieux Normandie             | 9,59             | 157 (2022)                        | 16                 | modifier les données · modifier les données |
| Les Monceaux                                  | 14435      | CA Lisieux Normandie             | 3,72             | 211 (2022)                        | 57                 | modifier les données · modifier les données |
| Montreuil-en-Auge                             | 14448      | CA Lisieux Normandie             | 3,37             | 65 (2022)                         | 19                 | modifier les données · modifier les données |
| Notre-Dame-d'Estrées-Corbon                   | 14474      | CA Lisieux Normandie             | 11,52            | 198 (2022)                        | 17                 | modifier les données · modifier les données |
| Notre-Dame-de-Livaye                          | 14473      | CA Lisieux Normandie             | 2,67             | 107 (2022)                        | 40                 | modifier les données · modifier les données |
| Le Pré-d'Auge                                 | 14520      | CA Lisieux Normandie             | 10,72            | 849 (2022)                        | 79                 | modifier les données · modifier les données |
| Prêtreville                                   | 14522      | CA Lisieux Normandie             | 11,23            | 390 (2022)                        | 35                 | modifier les données · modifier les données |
| Repentigny                                    | 14533      | CC Terre d'Auge                  | 2,13             | 101 (2022)                        | 47                 | modifier les données · modifier les données |
| La Roque-Baignard                             | 14541      | CC Terre d'Auge                  | 4,64             | 105 (2022)                        | 23                 | modifier les données · modifier les données |
| Rumesnil                                      | 14550      | CC Normandie-Cabourg-Pays d'Auge | 5,35             | 88 (2022)                         | 16                 | modifier les données · modifier les données |
| Saint-Désir                                   | 14574      | CA Lisieux Normandie             | 19,35            | 1 772 (2022)                      | 92                 | modifier les données · modifier les données |
| Saint-Germain-de-Livet                        | 14582      | CA Lisieux Normandie             | 16,41            | 698 (2022)                        | 43                 | modifier les données · modifier les données |
| Saint-Jean-de-Livet                           | 14595      | CA Lisieux Normandie             | 3,47             | 238 (2022)                        | 69                 | modifier les données · modifier les données |
| Saint-Martin-de-Mailloc                       | 14626      | CA Lisieux Normandie             | 7,17             | 999 (2022)                        | 139                | modifier les données · modifier les données |
| Saint-Ouen-le-Pin                             | 14639      | CA Lisieux Normandie             | 5,59             | 256 (2022)                        | 46                 | modifier les données · modifier les données |
| Saint-Pierre-des-Ifs                          | 14648      | CA Lisieux Normandie             | 11,16            | 453 (2022)                        | 41                 | modifier les données · modifier les données |
| Valsemé                                       | 14723      | CC Terre d'Auge                  | 5,62             | 264 (2022)                        | 47                 | modifier les données · modifier les données |
| Victot-en-Auge                                | 14743      | CC Normandie-Cabourg-Pays d'Auge | 14,14            | 131 (2022)                        | 9,3                | modifier les données · modifier les données |
| Canton de Mézidon Vallée d'Auge               | 1419       |                                  | 459,36           | 24 129 (2022)                     | 53                 | modifier les données                        |

## Démographie

### Démographie avant 2015
| 1975  | 1982  | 1990  | 1999   | 2006   | 2011   | 2012   |
| ----- | ----- | ----- | ------ | ------ | ------ | ------ |
| 8 668 | 9 258 | 9 767 | 10 068 | 10 326 | 10 898 | 10 919 |

### Démographie depuis 2015
En 2022, le canton comptait 24 129 habitants, en évolution de −1,23 % par rapport à 2016 (Calvados : +1,58 %, France hors Mayotte : +2,11 %).
| 2013   | 2018   | 2022   |
| ------ | ------ | ------ |
| 24 489 | 24 118 | 24 129 |